# Savoia-Marchetti S.M.82
Il Savoia-Marchetti S.M.82 (conosciuto anche come Marsupiale) fu un aereo militare multiruolo, trimotore, monoplano ad ala media, sviluppato dall'azienda aeronautica italiana Savoia-Marchetti nei tardi anni trenta.
Fu uno dei più longevi velivoli utilizzati dall'aeronautica militare italiana, rimanendo in servizio dal 1938 al 1960. Il "Marsupiale" è un velivolo sviluppato per compiti di trasporto, a partire dal S.M.75, successivamente adattato ed impiegato anche come bombardiere.
Nel 1939 l'S.M.82 conquistò il primato mondiale di velocità sui 10 000 km (con una media di 236,97 km/h) e di distanza in circuito chiuso (con 12 973,77 km percorsi).

## Storia del progetto

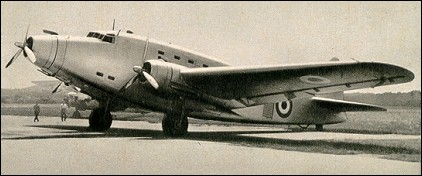
SM S.82 Marsupiale, visto di profilo

L' S.M.82 rappresentò l'ennesima fase dello sviluppo della variegata (ed ormai collaudata) famiglia di trimotori prodotta dalla Savoia-Marchetti e, in particolare, fu diretto discendente dell'S.M.75.
Il primo prototipo venne ultimato in versione da trasporto e, rispetto al diretto predecessore, aveva la fusoliera ridisegnata che, seppur ridotta nella cubatura, poteva ospitare carichi decisamente ingombranti poiché disposta su due livelli, separati da un pavimento metallico che all'occorrenza poteva essere asportato.
La versione da trasporto fu anche la prima ad essere impiegata operativamente ed al momento dell'entrata in guerra dell'Italia a fianco delle Potenze dell'Asse, erano solamente 12 i velivoli operativi in questa versione ed assegnati ad un unico Gruppo Trasporto.

## Tecnica

### Struttura

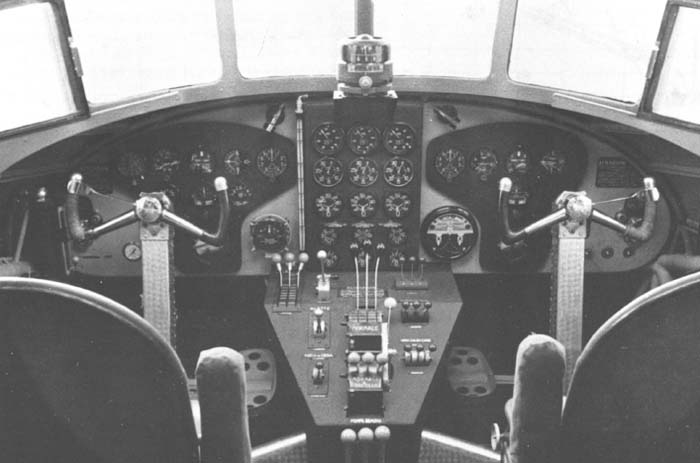
la cabina di pilotaggio.

Monoplano ad ala media, il "Marsupiale" era un trimotore dalla struttura mista in legno e tubi d'acciaio, mentre il rivestimento era costituito in parte da legno ed in parte da tela; tale impostazione riproponeva gli standard tipici della produzione Savoia-Marchetti del periodo. La fusoliera, estremamente capiente anche grazie alla possibilità di utilizzare una paratia verticale per creare due piani distinti, poteva ospitare fino a 28 paracadutisti completamente equipaggiati oppure considerevoli quantitativi di materiale bellico o rifornimenti.

### Motore
I motori del S.M. 82 erano generalmente tre Alfa Romeo 128 RC.18 radiali a 9 cilindri che sviluppavano 860 cv di potenza
Alcuni dei modelli civili impiegati dalla LATI avrebbero montato motori Piaggio P.IX.
Nel dopoguerra i velivoli superstiti vennero rimotorizzati con i Pratt & Whitney Twin Wasp (radiali a 14 cilindri), che erogavano una potenza di poco superiore ai 1 200  CV.

### Armamento
L'armamento difensivo standard per i "Marsupiali" era rappresentato da 4 mitragliatrici, di cui una (dorsale) da 12,7 mm mentre le rimanenti erano del calibro di 7,7 mm.
Nelle missioni di bombardamento potevano essere caricati fino a 4 000 kg di bombe (il carico variava a seconda della lunghezza delle missioni).

## Versioni

L'SM.82 conservato presso il Museo storico dell'Aeronautica Militare.

Nel caso del S.M. 82 pare improprio parlare di versioni vere e proprie. Infatti, anche se vennero realmente realizzati esemplari differenti dallo standard iniziale, in base all'assenza di fonti in merito ed al limitato numero di velivoli prodotti, è più opportuno parlare di allestimenti particolari.
Tali allestimenti riguardarono 2 "Marsupiali" adattati per il trasporto di carri CV35, altri 2 per il trasporto dei caccia Fiat C.R.42 (opportunamente smontati), ancora 2 per il trasporto di motori (impiegati sulle rotte di rifornimento per i territori in Africa) ed infine 2 per il trasporto di carburanti (fino a 3 000 l); alcuni velivoli vennero anche trasformati per essere radiocomandati da un secondo aereo.
Anche la ridenominazione postbellica in S.M.82/PW (in riferimento all'installazione dei nuovi motori Pratt & Whitney) non è condivisa da tutte le fonti.

## Impiego operativo

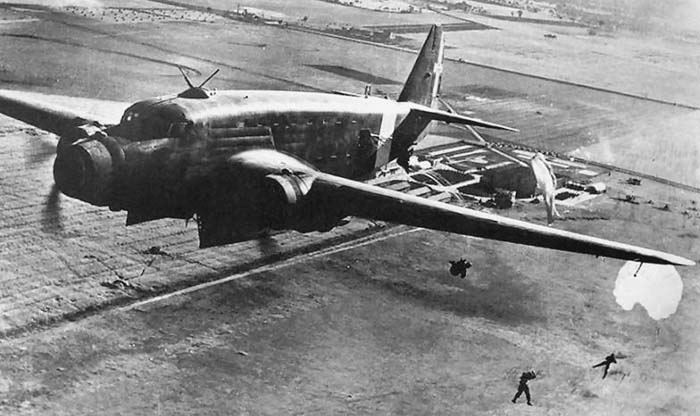
SM.82 durante un aviolancio di paracadutisti.

### Prima dell'8 settembre 1943
Con l'inizio della guerra i ritmi produttivi vennero innalzati e le consegne ai reparti si fecero più frequenti. Il "Marsupiale" non venne mai assegnato a gruppi di bombardamento specifici della Regia Aeronautica, ma l'utilizzo nei compiti di bombardamento venne affidato agli equipaggi dei reparti da trasporto. In alcuni casi, nei primi mesi di guerra, venne utilizzato personale fino ad allora impiegato nelle compagnie civili.
Fin dal luglio del 1940 i S.M. 82 intrapresero missioni contro Gibilterra (Reparto sperimentale) e Malta, obiettivi contro i quali spesso impiegavano svariati esemplari di Motobomba FFF mentre 4 velivoli, di base nell'Egeo, guidati da Ettore Muti, effettuarono un lunghissimo raid per colpire le raffinerie di Manama, nel Golfo Persico. I velivoli del Gruppo Trasporto operante in Libia vennero utilizzati per operazioni ricorrenti contro Alessandria d'Egitto.
Come velivoli da trasporto vennero impiegati praticamente su tutti i fronti italiani e tedeschi, dato che anche la Luftwaffe mostrò apprezzamento per il "Marsupiale", ordinandone un sostanzioso quantitativo e ricevendo, prima dell'armistizio di Cassibile, circa 200 velivoli. Particolare rilevanza assunsero i collegamenti con i territori dell'Africa Orientale Italiana, verso la quale gli S.M.82 trasportarono le più svariate tipologie di materiali, tra le quali spiccano sicuramente 51 caccia Fiat C.R.42 ed i relativi ricambi.
In occasione dell'occupazione italo-tedesca della Tunisia, come reazione all'Operazione Torch nel novembre del 1942, il "Marsupiale" sostenne il peso maggiore dell'impegno italiano per rifornire le truppe dell'Asse nell'ultimo bastione africano, e successivamente per evacuare truppe e personale militare e civile, affrontando un numero soverchiante di aerei da caccia alleati, quasi sempre senza una adeguata scorta.
L'estrema pericolosità delle missioni, in teatri che ormai erano caratterizzati dalla superiorità aerea degli alleati, determinarono l'abbattimento di un numero elevato di velivoli, tanto che gli esemplari superstiti all'8 settembre 1943 furono meno di un centinaio.

### Dopo l'8 settembre 1943
Anche le sorti del "Marsupiale" seguirono due distinte direzioni dopo la resa del Regno d'Italia agli alleati.
Una cinquantina di esemplari prestarono servizio per l'Aeronautica Nazionale Repubblicana e, inquadrati nei gruppi da trasporto Terracciano e Trabucchi, vennero impiegati prevalentemente sul fronte orientale.
Una trentina di esemplari, invece, prestarono la loro opera nelle file dell'Aeronautica Cobelligerante Italiana, trovando impiego nello Stormo Notturno (di base a Lecce) e fornendo supporto alle truppe italiane impegnate nei Balcani.
Infine la Luftwaffe assorbì tutta la produzione successiva di nuovi velivoli, che impiegò in prevalenza sul fronte orientale e, negli ultimi mesi del conflitto, nel nord della Germania.

### Nel dopoguerra
Al termine delle ostilità gli esemplari recuperati dai reparti delle due aeronautiche italiane furono raggruppati nello Stormo Notturno di base a Guidonia. Questo reparto, che sarebbe successivamente diventato 36º Stormo Trasporti, vide i "Marsupiali" proseguire la loro vita operativa fino al 3 agosto 1960, soprattutto grazie alla sostituzione degli originali motori Alfa Romeo con i più potenti Pratt & Whitney Twin Wasp in grado di migliorarne sensibilmente le prestazioni.
Fino alla data della radiazione, i S.M. 82 rimasero inquadrati nei Centri Addestramento Volo delle Zone aeree e furono di prezioso aiuto nell'addestramento dei paracadutisti e, quando necessario, nel lancio di rifornimenti in zone del territorio isolate dal maltempo.

## Utilizzatori

### Militari
Germania
- Luftwaffe

 Italia
- Regia Aeronautica

 Repubblica Sociale Italiana
- Aeronautica Nazionale Repubblicana

 Regno del Sud

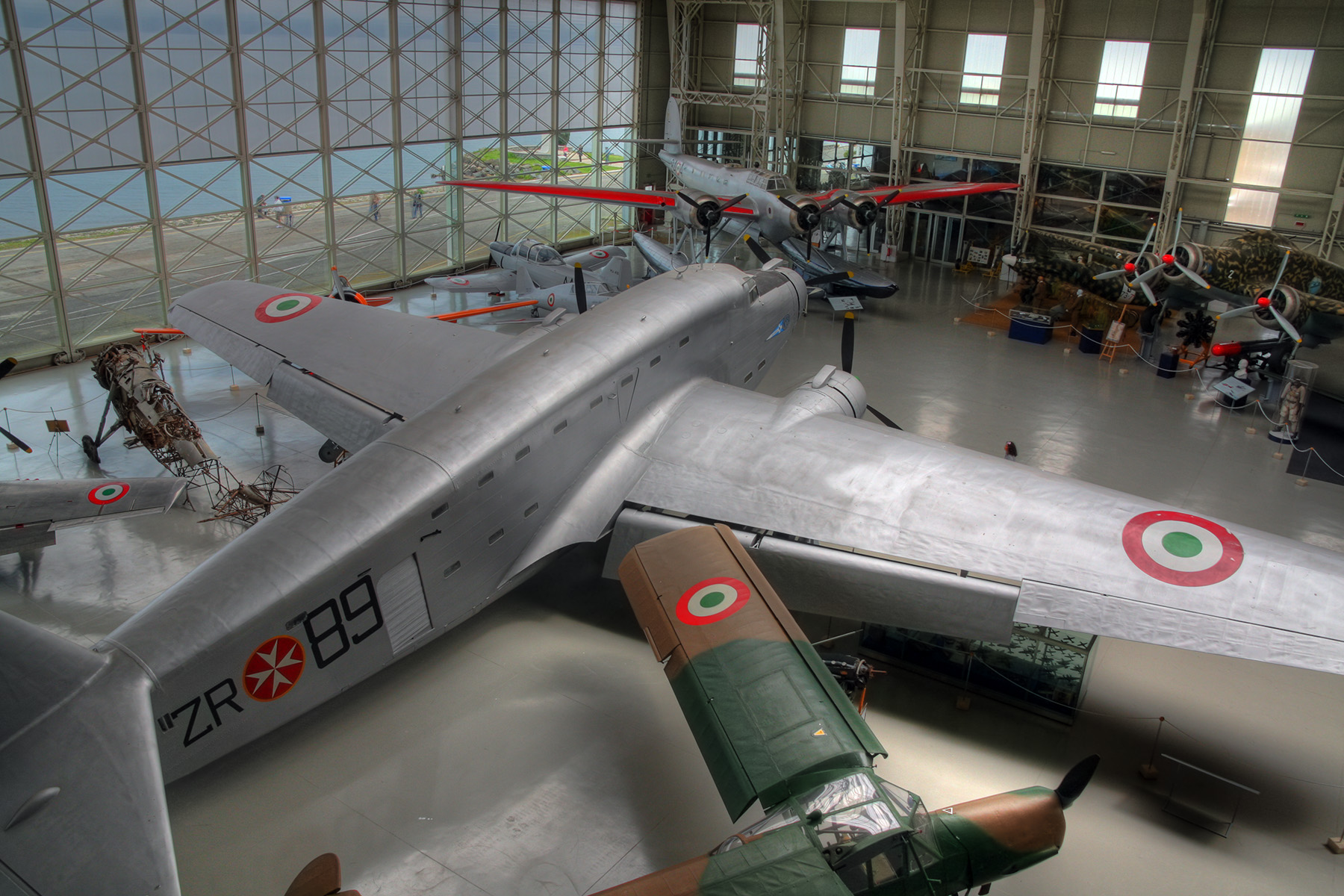
L'SM.82 conservato al Museo Aeronautico di Vigna di Valle è appartenuto al Corpo militare dell'ACISMOM.

- Aeronautica Cobelligerante Italiana

 Ordine di Malta
- Corpo militare dell'ACISMOM

 Italia
- Aeronautica Militare

### Civili
Italia
- Linee Aeree Transcontinentali Italiane (LATI)